# 波导管
波导管是一种用于传导高频电磁波的元件，和同轴电缆相似，只是其传输的电磁波频率更高。波导管有很多形式，最常见的是一个空心金属管，用于传导微波（电磁波导） 。
波导管有多种几何形状，用于控制波的传播方向，比如一维的板状，二维的管/棒状。此外，不同的波长需要不同的波导管：光需要用光纤传导，而光纤不能传播微波。根据经验判断，波导管的直径需要和传播的波长在同一个数量级。
波在波导管中的传输近似于全反射，所以波在其中的传播像是一条“之”字型路线。